# Isop
Hyssopus se mai poate referi la un gen de insecte himenoptere din familia Eulophidae.
Pentru planta biblică transliterată de obicei ca isop (din Septuaginta), vezi Ezov cum este (alfabetizat din ebraică).
Isopul (Hyssopus) este un gen de plante perene din familia Lamiaceae, care cuprinde o singură specie – Hyssopus officinalis L. În condiții de cultură, isopul crește și produce 10–15 ani. Tulpina este ramificată, lignificată la bază și erbacee în partea superioară, patru-unghiulară și acoperită cu perișori cu înălțimea de până la 80 cm.

## Origine
Isopul (Hyssopus) este un gen de plante erbacee, mai rar semilemnoase, plante în familia lamiaceae, nativ din estul zonei mediteraneene până în centrul Asiei, în Mongolia.
Isopul mai se găsește din regiunile calcaroase și aride ale Europei meridionale, până în Europa Centrală și în nordul Africii.

## Specii
1. Hyssopus ambiguus (Trautv.) Iljin ex Prochorov. & Lebel - Republica Altai (Rusia), Kazahstan
2. Hyssopus cuspidatus Boriss. - Republica Altai (Rusia), Kazahstan, Xinjiang, Mongolia
3. Hyssopus latilabiatus C.Y.Wu & H.W.Li - Xinjiang
4. Hyssopus macranthus Boriss. - Republica Altai (Rusia), Kazahstan, Siberia de Vest
5. Hyssopus officinalis L. - Europa centrală și de sud, Algeria, Maroc, până în Iran
6. Hyssopus seravschanicus (Dub.) Pazij - Afghanistan, Pakistan, Kîrgîzstan, Tadjikistan

## Acțiune terapeutică
În scopuri medicinale, se folosește planta întreagă - Herba Hyssopi. Ea are un miros plăcut și un gust aromatic, datorită uleiului volatil pe care îl conține.
Sub formă de infuzie se întrebuințează în afecțiunie cronice ale căilor respiratorii, manifestate prin răgușeală, tuse, astmă, ușurând expectorația și transpirația. 
Ceaiul de isop favorizează eliminarea apei din țesuturi.
Isopul are de asemenea acțiune antiseptică și cicatrizantă asupra rănilor, folosindu-se sub formă de băi sau comprese.
Datorită unei substante amare, isopul stimulează pofta de mâncare și reglează funcțiile digestive.
Dintre glicozidele flavonice, isopul conține hesperidinu, care are proprietatea de a scădea presiunea sanguină, datorită dilatației arteriale.
Această plantă intră în compoziția ceaiurilor antiastmatice, pectorale și sudorifice.